# Zygmunt Chruściński
Zygmunt Chruściński (ur. 17 lutego 1899 w Krakowie, zm. 29 czerwca 1952 tamże) – polski piłkarz występujący na pozycji pomocnika lub napastnika, reprezentant Polski w latach 1924–1932, trener piłkarski, dziennikarz sportowy.

## Kariera klubowa
W Cracovii trenował od 1912 roku, ale do pierwszej drużyny przebił się w roku 1919. Występował w niej do końca swojej kariery. Początkowo grał w ataku, później cofnięto go do pomocy. Jest jednym z dwóch obok Stanisława Malczyka zawodników, który ma w dorobku trzy tytuły mistrzowskie w piłce nożnej i wicemistrzowski w 1934 roku. W Cracovii (w latach 1919–1935) rozegrał 422 mecze, co było do roku 1957 klubowym rekordem.

## Kariera reprezentacyjna
Dziewięciokrotnie (w latach 1924–1932) reprezentował barwy narodowe, strzelając jednego gola. Dwukrotnie był kapitanem reprezentacji.

## Kariera trenerska
Po zakończeniu kariery piłkarskiej był trenerem, prowadził Garbarnię Kraków, RKS Czechowice, TS Mościce, KS Chełmek oraz Cracovię.

## Kariera dziennikarska
Był dziennikarzem sportowym w Echu Krakowa i jednym z założycieli czasopisma Piłkarz.

## Życie prywatne

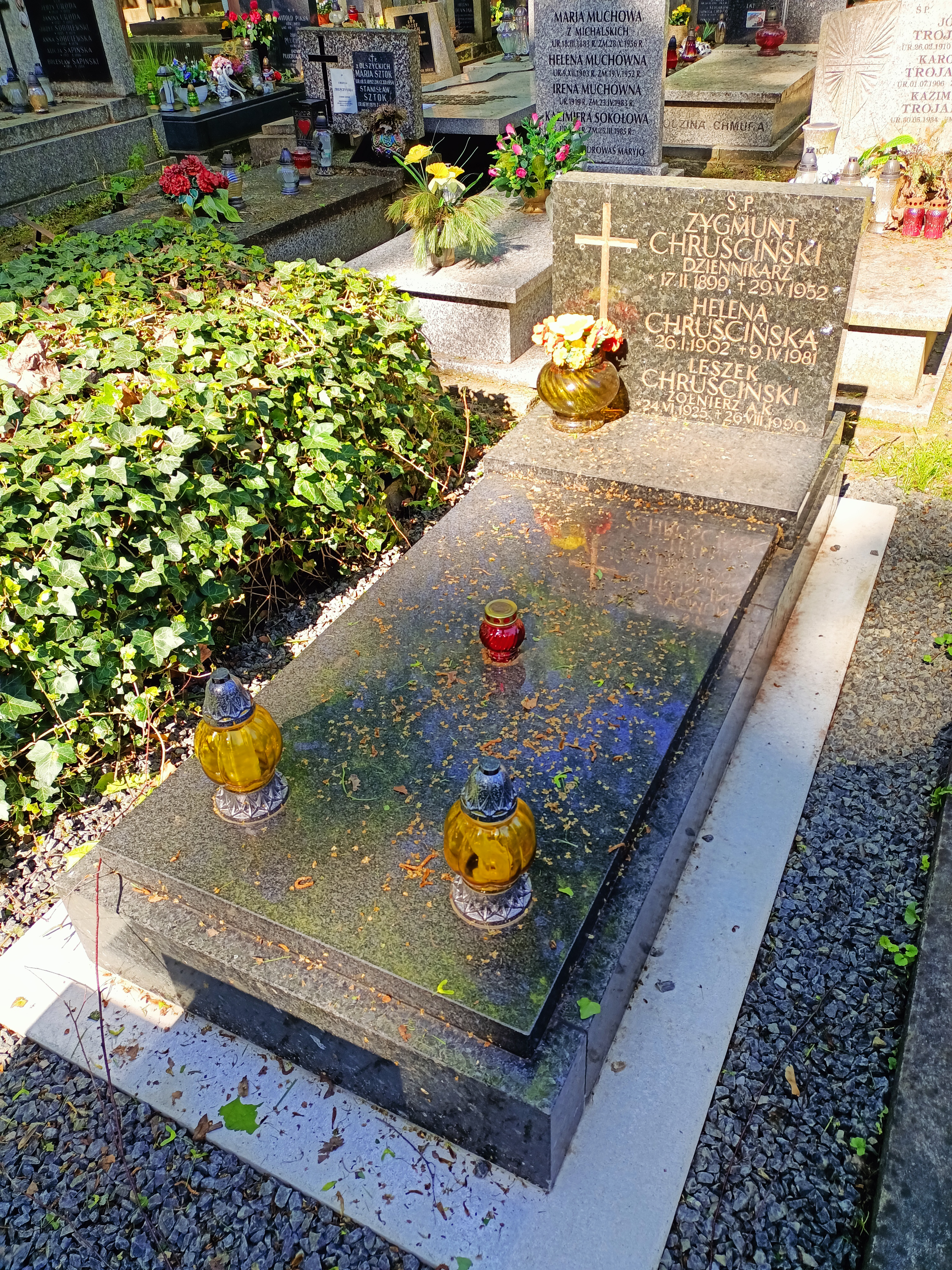
Grób Zygmunta Chruścińskiego na cmentarzu Rakowickim w Krakowie

Zmarł nagle, w wieku 53 lat, 29 czerwca 1952 w Krakowie, gdzie został pochowany na cmentarzu Rakowickim.
Jego syn Leszek grał również w Cracovii, a wnuk – krakowski muzyk Jacek Chruściński – napisał popularną piosenkę kibiców Cracovii pt. „Pasiaste serce”.

## Ordery i odznaczenia
- Brązowy Krzyż Zasługi (19 marca 1931)[1]